# Gail Ricketson
Gail Susan Ricketson (Plattsburgh, 12 de septiembre de 1953) es una deportista estadounidense que compitió en remo. Participó en los Juegos Olímpicos de Montreal 1976, obteniendo una medalla de bronce en la prueba de ocho con timonel.

## Palmarés internacional
| Juegos Olímpicos | Juegos Olímpicos  | Juegos Olímpicos  | Juegos Olímpicos |
| Año              | Lugar             | Medalla           | Prueba           |
| ---------------- | ----------------- | ----------------- | ---------------- |
| 1976             | Montreal (Canadá) | Medalla de bronce | Ocho con timonel |